# The Guardian
Il Guardian (in inglese The Guardian), fino al 1959 The Manchester Guardian, è un quotidiano britannico indipendente, fondato nel 1821 a Manchester. Dal 1960 la sua sede è a Londra. Viene stampato in entrambe le città, ed esce sei giorni a settimana dal lunedì al sabato, mentre la domenica esce in sua vece, per lo stesso gruppo editoriale, l'Observer.
Con oltre 4 milioni di visite al sito web e una diffusione mondiale, risulta essere una delle testate più lette, apprezzate e consultate al mondo. Inoltre il Guardian fa parte del gruppo di quotidiani in lingua inglese considerati stampa di riferimento per accuratezza e imparzialità di esposizione.

## Storia

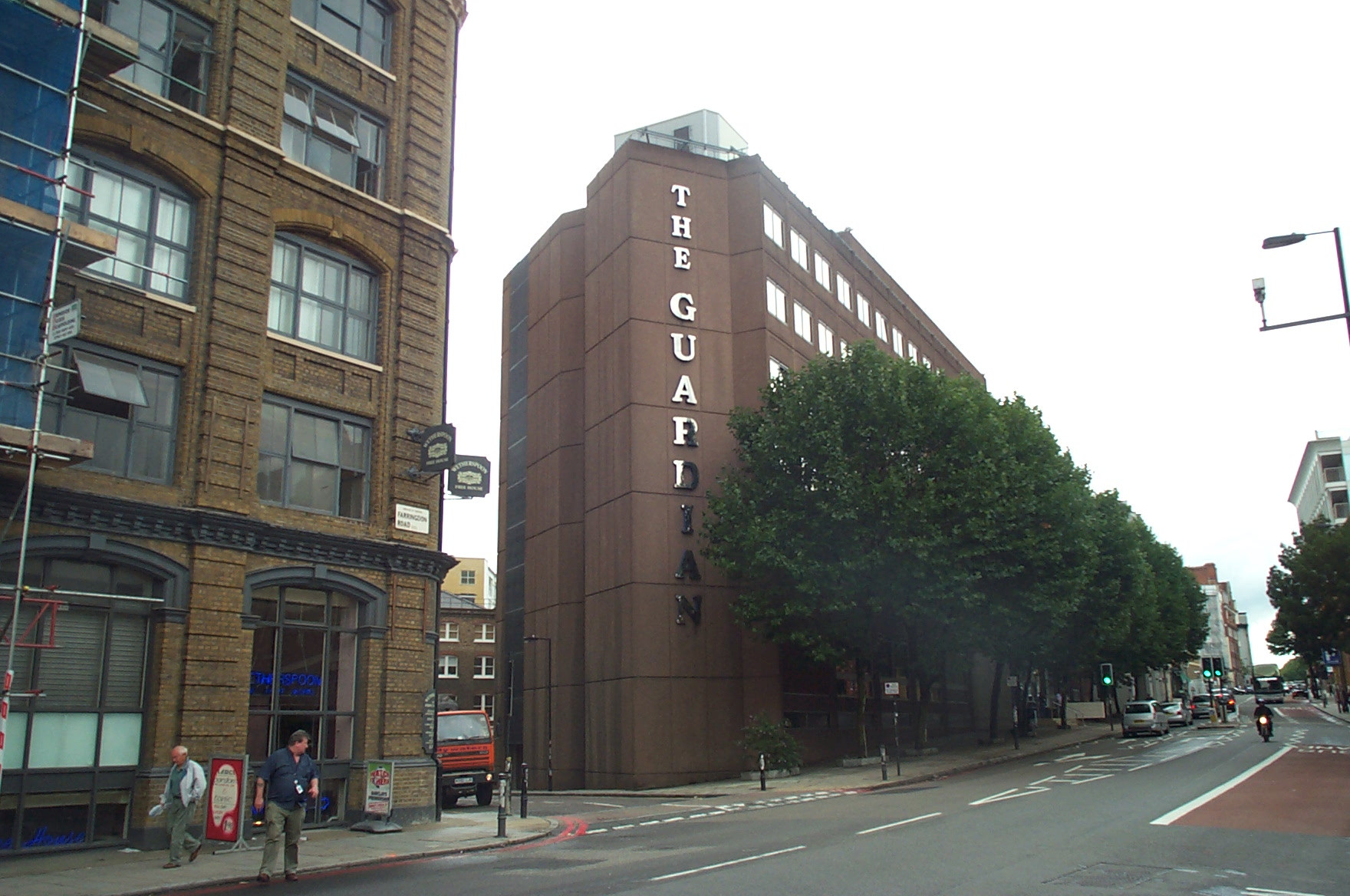
La sede del Guardian a Londra

Il Manchester Guardian fu fondato come settimanale nel 1821, a Manchester, da un gruppo di imprenditori protestanti guidati da John Edward Taylor. Divenne un quotidiano nel 1855. Fu C. P. Scott, direttore del giornale per un tempo record di 57 anni (1872-1929), a fare del Guardian un quotidiano di livello nazionale; Scott ne fu anche proprietario dal 1907, quando lo acquistò dagli eredi di J. E. Taylor. Sotto la guida di Scott anche la linea moderata del giornale si fece più radicale, come dimostrò il sostegno al primo ministro Gladstone e l'opposizione alla guerra anglo-boera.
Nel 1936 la proprietà del quotidiano passò alla fondazione The Scott Trust che ne ha garantito l'indipendenza fino ad oggi. Tradizionalmente schierato con il Partito Liberale e con una diffusione principalmente nel nord dell'Inghilterra, il quotidiano si guadagnò una reputazione nazionale e l'attenzione della parte laburista del Paese per la posizione assunta durante la guerra civile spagnola (1933-39).
Dal 24 agosto 1959 il titolo del quotidiano mutò da The Manchester Guardian a The Guardian. La decisione fu basata sul fatto che ormai due terzi della tiratura dell'epoca (più di 120000 copie sulle 183000 stampate) era venduto nel resto del Paese ed era venuta meno l'esigenza di connotare geograficamente il quotidiano; successivamente la redazione centrale fu trasferita da Manchester a Londra.
Con lo spostamento nella capitale il Guardian perse definitivamente il suo carattere regionale, anche se continuò ad essere finanziato dal Manchester Evening News, più redditizio. La sua posizione finanziaria rimase debole durante gli anni settanta ma il quotidiano mantenne la linea editoriale vicina al Partito laburista. Dal 1975 al 1995 il direttore del quotidiano fu Peter Preston. Sotto la sua guida il giornale cambiò grafica, contenuti, approccio alle notizie conservando una posizione di riferimento per la sinistra britannica. Preston dovette affrontare la concorrenza dell'Independent, nato nel 1986, che si posizionava nello stesso segmento di mercato. Passato il pericolo, nel 1992 il Guardian lanciò il supplemento quotidiano G2 in formato tabloid, uno dei prodotti editoriali di approfondimento di maggior successo, che fu ampiamente imitato dalla concorrenza. L'anno dopo, il 1993, il Guardian acquisì il giornale The Observer, entrando con forza nel competitivo mercato dei giornali domenicali.
Nel 1995 Preston passò la mano ad Alan Rusbridger. Il nuovo direttore dovette fronteggiare la crisi che colpì tutta la stampa britannica negli anni successivi al Duemila: calo delle vendite, concorrenza dei quotidiani a diffusione gratuita e dei siti on line. Due importanti quotidiani quality avevano preso delle contromisure: l'Independent e il Times. La soluzione adottata era il passaggio al formato tabloid, con il dimezzamento delle dimensioni. La strategia era stata premiante per entrambi. Il Guardian non volle rimanere indietro e studiò una soluzione alternativa.
Nel 2004 si decise l'acquisto di rotative tedesche, per un giornale con tutte le pagine a colori e un formato leggermente più grande del tabloid, il 47×31,5 cm (detto Berlinese) uguale a quello utilizzato dal francese Le Monde e da la Repubblica. L'impaginazione del giornale venne completamente rivista. Il colore permetteva di utilizzare una grafica leggera, che si accompagnava ai testi creando un effetto di armonia ed eleganza. Il Guardian mise al lavoro uno staff di 40 persone che lavorò per un anno intero al progetto. Il nuovo giornale fu pronto alla fine dell'estate 2005. Il primo numero nel nuovo formato uscì il 12 settembre.
L'operazione fu ben condotta, i lettori capirono che la qualità del giornale non era cambiata, gli inserzionisti pubblicitari gradirono subito le pagine a colori. In pochi mesi le vendite salirono fino al record di 400 000 copie, per poi stabilizzarsi ad una quota di poco inferiore.
Durante i conflitti in Afghanistan ed in Iraq il Guardian ha attratto, con la sua posizione critica verso la politica interventista del governo britannico e degli Stati Uniti, una significativa parte di lettori contrari alla guerra. Per gli stessi motivi ha guadagnato lettori anche negli Stati Uniti. Dal 2015 il direttore è Katharine Viner. Da gennaio 2018 il quotidiano è stampato in formato tabloid. La testata è scritta in nero (dal 2005 al 2017 era stato adottato il colore blu), con un nuovo tipo di carattere, il "Guardian Headline". Nel 2019 la società editrice ha annunciato il ritorno all'utile dopo vent'anni.

## Linea editoriale e opinioni politiche
Fondata da commercianti di tessuti, nei suoi primi anni il Guardian aveva la reputazione di "un organo di stampa della classe media", o nelle parole di Ted, figlio di C.P. Scott, "un giornale che rimarrà borghese fino alla fine". Inizialmente associato al Little Circle e quindi al liberalismo classico espresso dai Whigs e successivamente dal Partito Liberale, il suo orientamento politico subì un cambiamento decisivo dopo la Seconda Guerra Mondiale, portando a un graduale allineamento con il Partito Laburista e la sinistra politica in generale.
Lo Scott Trust descrive uno dei suoi "scopi principali" come "garantire l'indipendenza finanziaria ed editoriale del Guardian in perpetuo: come un giornale nazionale di qualità senza affiliazione partitica; rimanendo fedele alla sua tradizione liberale". I lettori del giornale sono generalmente di sinistra nel mainstream dell'opinione politica britannica: un sondaggio Ipsos MORI condotto tra aprile e giugno 2000 ha mostrato che l'80% dei lettori del Guardian erano elettori del Partito Laburista; secondo un altro sondaggio Ipsos MORI condotto nel 2005, il 48% dei lettori del Guardian erano elettori del Partito Laburista e il 34% elettori dei Liberal Democratici. Il termine "lettore del Guardian" può essere usato per implicare uno stereotipo di opinioni liberali, di sinistra o "politicamente corrette".
Sebbene il giornale sia spesso considerato "inequivocabilmente legato" ai Laburisti, tre dei quattro redattori del Guardian si unirono al più centrista Partito Social Democratico alla sua fondazione nel 1981. Il giornale si mostrò entusiasta nel suo supporto a Tony Blair nella sua riuscita candidatura alla guida del Labour Party, e alla sua elezione a Primo Ministro. Il 19 gennaio 2003, due mesi prima dell'invasione dell'Iraq nel 2003, un editoriale dell'Observer disse: "L'intervento militare in Medio Oriente comporta molti pericoli. Ma se vogliamo una pace duratura, potrebbe essere l'unica opzione. ... La guerra con l'Iraq potrebbe non arrivare, ma, consapevoli della responsabilità potenzialmente terrificante che ricade sul governo britannico, ci troviamo a supportare l'attuale impegno per un possibile uso della forza." Tuttavia, il Guardian si oppose alla guerra, insieme al Daily Mirror e all'Independent.
L'allora direttore delle rubriche del Guardian Ian Katz affermò nel 2004 che "non è un segreto che siamo un giornale di centro-sinistra". Nel 2008, la opinionista del Guardian Jackie Ashley disse che i contributori editoriali erano un mix di "libertari di destra, ecologisti, blairiani, browniani, laburisti ma meno entusiasti browniani, ecc.", e che il giornale era "chiaramente di sinistra e vagamente progressista". Disse anche che "puoi essere assolutamente certo che alle prossime elezioni generali, la posizione del Guardian non sarà dettata dall'editore, tanto meno da un proprietario straniero (aiuta il fatto che non ce ne sia uno), ma sarà il risultato di un vigoroso dibattito all'interno del giornale". Le pagine di commento e opinione del giornale, sebbene spesso scritte da contributori di centro-sinistra come Polly Toynbee, hanno concesso spazio anche a voci di destra come Sir Max Hastings e Michael Gove. Da un editoriale del 2000, il Guardian ha sostenuto l'abolizione della monarchia britannica. "Scrivo per il Guardian," disse Max Hastings nel 2005, "perché è letto dal nuovo establishment," riflettendo l'allora crescente influenza del giornale.
In vista delle elezioni generali del 2010, dopo una riunione della redazione, il giornale dichiarò il suo supporto ai Liberal Democratici, in particolare a causa della posizione del partito sulla riforma elettorale. Il giornale suggerì il voto tattico per prevenire una vittoria dei Conservatori, dato il sistema elettorale britannico first-past-the-post. Alle elezioni del 2015, il giornale cambiò il suo supporto al Partito Laburista. Il giornale sostenne che il Regno Unito aveva bisogno di una nuova direzione e che i Partito Laburista "parla con più urgenza rispetto ai suoi rivali sulla giustizia sociale, affrontare il capitalismo predatorio, sugli investimenti per la crescita, sulla riforma e il rafforzamento della sfera pubblica, il posto del Regno Unito in Europa e lo sviluppo internazionale".
Il Vice Direttore Michael White, discutendo dell'autocensura dei media nel marzo 2011, disse: "Ho sempre percepito un disagio liberale, della classe media, nell'affrontare storie sull'immigrazione, legale o meno, sulla frode assistenziale o le abitudini tribali meno attraenti della classe operaia, che è più facilmente ignorata del tutto. I potenti, compresi quelli reali, i cristiani, specialmente i papi, i governi di Israele e i repubblicani statunitensi sono bersagli più diretti."
In un'intervista del 2013 per NPR, il corrispondente del Guardian per l'America Latina Rory Carroll affermò che molti redattori del Guardian credevano e continuano a credere di dover supportare Hugo Chávez "perché era un portabandiera della sinistra".
Nelle elezioni generali del 2015 nel Regno Unito, sostenne apertamente il Partito Laburista.
Nelle elezioni per la leadership del Labour Party del 2015, il Guardian supportò la candidata blairiana Yvette Cooper e fu critico nei confronti del candidato di sinistra Jeremy Corbyn, che risultò invece vincitore. Queste posizioni furono criticate dal Morning Star, che accusò il Guardian di essere conservatore. Sebbene la maggior parte degli opinionisti del Guardian fosse contraria alla vittoria di Corbyn, Owen Jones, Seumas Milne e George Monbiot scrissero articoli di supporto. Nonostante la posizione critica del giornale in generale, il Guardian sostenne il Labour Party mentre Corbyn era leader nelle elezioni generali del 2017 e del 2019 — sebbene in entrambi i casi abbia sostenuto un voto per i partiti di opposizione diversi dal Labour, come i Liberal Democrats e lo Scottish National Party nei seggi dove il Partito Laburista non aveva possibilità.
Nel referendum del 2016 sull'adesione del Regno Unito all'Unione Europea, il Guardian sostenne il rimanere nell'UE, e nelle elezioni europee del 2019 invitò i suoi lettori a votare per i candidati pro-UE, senza sostenere partiti specifici.

## Assetto proprietario
Il Guardian è edito da Guardian News and Media, gruppo multimediale che possiede giornali ed emittenti radiofoniche. Tra i giornali editi figurano l'internazionale The Guardian Weekly, il giornale domenicale The Observer, il Manchester Evening News e theguardian.com (precedentemente conosciuto come guardian.co.uk), uno dei più popolari giornali on line in inglese.
Tutto il gruppo Guardian fa parte dello Scott Trust, una fondazione senza scopo di lucro, che garantisce in perpetuo l'indipendenza editoriale del gruppo e ne sostiene la salute finanziaria, in modo da prevenirne eventuali scalate da parte di altri gruppi che possano comprometterne l'indipendenza.

### Altre attività
Il quotidiano è promotore di due importanti premi letterari: il Guardian First Book Award (Premio per l'opera prima) ed il Guardian Children's Fiction Prize (Premio di narrativa per ragazzi). Inoltre da alcuni anni è lo sponsor del festival letterario di Hay-on-Wye.
Il Guardian intervenne nel 1995 nel salvataggio del quotidiano sudafricano Mail & Guardian. Sette anni dopo, nel 2002, il gruppo Guardian News and Media ne ha ceduto le azioni in suo possesso.

## Nella cultura di massa
Redattori del Guardian e dell'Observer sono citati nei film Il quinto potere (2013), Snowden (2016) e Segreto di Stato (2019). Nel film Il ritorno dello sciacallo (2007) l'attore Paddy Considine interpreta un giornalista (immaginario) del Guardian.